# Ołtarz św. Hioba
Ołtarz św. Hioba – obraz ołtarzowy włoskiego malarza Giovanniego Belliniego.
Obraz został wykonany dla kościoła franciszkanów San Giobbe e Bernardino w Wenecji. Został umieszczony w ołtarzu, który pod względem architektonicznym stanowił niejako kontynuacją elementów architektury namalowanych przez Belliniego, co dawało iluzjonistyczny efekt perspektywicznej głębi. Ołtarz składał się z trzynastu poziomych tablic o zaokrąglonym szczycie. W 1815 roku obraz został przeniesiony do Gallerie dell’Accademia a okrągłe zwieńczenie zostało ścięte. Dzieło po raz pierwszy było wymienione przez historyka weneckiego Marcantonia Sabellica w jego pracy De urbe situ z 1490 roku. Pisał o nim Giorgio Vasari, jako o „tablicy, doskonałym rysunku i pięknej kolorystyce”.
Dzieło przedstawia Madonnę z Dzieciątkiem siedzącą na podwyższonym tronie. U jej stóp stoją święci: Franciszek z Asyżu, Jan Chrzciciel, Hiob z lewej strony oraz Dominik Guzmán, Święty Sebastian i święty Ludwik z Tuluzy po prawej. Ukazanie Hioba i Sebastiana, świętych do których zwracano się podczas zagrożenia epidemią, może wskazywać, iż obraz powstał z okazji wielkiej zarazy w 1478 roku. Pozostali święci to franciszkanie opiekujący się świątynią. Jan Chrzciciel mógł być natomiast patronem zleceniodawcy. Postacie umieszczone po obu stronach są swoim lustrzanym odbiciem a trzej aniołowie grający na lutni i skrzypcach pogłębiają wrażenie symetrii. Aniołowie umieszczeni zostali wzdłuż biegnących diagonalnie linii tworzących piramidę. Nad postaciami znajduje się złota mozaika, kamienne ozdoby i cytat: Ave Maria Gratia Plena (Zdrowaś Mario łaski pełna).
Obraz stylem nawiązuje do dzieła Messiny pt. Ołtarz z San Cassiano. Zauważalny jest wpływ innego włoskiego malarza Mantegny i szkoły toskańskiej (głównie Piero della Francesca i jego obrazu Madonna z Dzieciątkiem w otoczeniu świętych). Sposób przedstawienia postaci (umieszczenie Madonny u szczytu grupy figuralnej) i kompozycja piramidalna jest nowością wprowadzoną przez Belliniego w malowidłach ołtarzowych.